# Transvaalská republika
Jihoafrická republika (nizozemsky Zuid-Afrikaansche Republiek; ZAR; afrikánsky Suid-Afrikaanse Republiek), známá jako Transvaalská republika, byl v letech 1852 do roku 1902 nezávislý a mezinárodně uznávaný stát na území dnešní Jižní Afriky. Vznikla 17. ledna 1852
V první búrské válce republika porazila síly britského impéria a zůstala nezávislá až do konce druhé búrské války do 31. května 1902, kdy byla nucena se vzdát britským silám, poté co Horatio Kitchener povolil použití taktiky spálené země a zřízení koncentračních táborů k zadržení zajatých búrských žen a dětí. Následkem toho zemřelo více než 27 000 těchto civilistů. Po válce se území ZAR stalo Transvaalskou kolonií. Během první světové války došlo k pokusu o vzkříšení republiky za Maritzova povstání.
Území, který byl kdysi patřilo ZAR, nyní zahrnuje všechno nebo většinu území provincií Gauteng, Limpopo, Mpumalanga a Severozápadní provincie na severovýchodě novodobé Jihoafrické republiky.